# Awrtable
Awrtable, även Aurtable eller Awartable, är en somalisk subklan, en del av den större Darodklanen. Befolkningen bor i huvudsak i Puntland men även i andra delar av Somalia och Etiopien. De flesta bor i städer där många är köpmän.
Klanens centrum är i Burtinle, i Nugaal-regionen (Gobolka). Awrtable bor också i städerna Garoowe och Boosaaso, båda i den självutnämnda staten Puntland. Subklaner är bland andra Sugaal Muuse, Waaq-la-jire, Reer Shucayb, Muuse Ibraahim, Maxamad Axmad och Ciise Axmad.